# Fontanelle, Veneto
Fontanelle är en ort och kommun i provinsen Treviso i regionen Veneto i Italien. Kommunen hade 5 739 invånare (2018).